# 去甲肾上腺素
去甲肾上腺素（INN：norepinephrine，BAN：noradrenaline）又称正肾上腺素，简称去甲肾、正肾，是一种儿茶酚胺类生物活性物质，由交感节后神经元、脑内肾上腺能神经元及肾上腺髓质合成和分泌，作为中枢和外周的神经递质，也作为激素。循环血液中的去甲肾上腺素主要来自肾上腺髓质。
去甲肾上腺素的学名为 1-(3,4-二羟苯基)-2-氨基乙醇，其结构是肾上腺素去掉 N-甲基，在化学结构上属于儿茶酚胺。去甲肾具有肾上腺素的生物活性，但其作用不如肾上腺素显著；主要兴奋α受体，对β受体作用弱，可使小动脉、小静脉收缩，外周阻力增高，血压上升。去甲肾上腺素可由多巴胺经β-羟化生成，本身则可经N-甲基转移酶作用转变为肾上腺素。

## 性质
其重酒石酸盐为白色无臭结晶性粉末，味苦。见光或遇空气易变质。易溶于水，微溶于乙醇，难溶于乙醚、氯仿。比旋光度 {\displaystyle {\rm {\ [\alpha ]_{D}^{25}\ -\!10.7^{o}}}}（C = 1.6，水）。
左旋去甲肾上腺素游离碱为结晶性粉末，比旋光度 {\displaystyle {\rm {\ [\alpha ]_{D}^{25}\ -\!37.3^{o}}}}（C = 5％，1摩尔/升盐酸水溶液）。

## 化学合成
邻苯二酚与氯乙酸和三氯氧磷共热生成3,4-二羟基氯乙酰苯，用氨的醇溶液氨解生成相应的胺，最后钯碳催化下羰基加氢，即得外消旋去甲肾上腺素。

## 生物合成
酪氨酸在酪氨酸羟化酶催化下发生羟基化得到二羟基苯丙氨酸（L-DOPA）。二羟基苯丙氨酸在磷酸吡哆醛和DOPA脱羧酶作用下脱羧生成多巴胺。最后多巴胺在多巴胺-β-羟化酶和辅因子抗坏血酸存在下，发生羟基化，得到去甲肾上腺素。

## 用途
去甲肾上腺素是一种肾上腺素受体激动药，有收缩血管、升高血压的作用。药用的是人工合成的左旋体，常用其重酒石酸盐。去甲肾上腺素在微酸性溶液中较稳定。注射剂含稳定剂，故可保存。
去甲肾上腺素可用于心源性休克治疗、嗜铬细胞瘤切除以后、早期神经源性休克或药物中毒时的低血压。

## 作用机制
去甲肾上腺素可与和两类肾上腺素能受体结合。与肾上腺素相比，去甲肾上腺素主要与受体（包括和）结合，但对受体的激动作用略弱，对受体的激动作用较弱，对受体基本无作用。
静脉注射去甲肾上腺素可使全身血管，尤其是小动脉和小静脉收缩，使动脉血压升高。而血压升高又可使压力感受性反射活动增强，其对心脏的效应超过去甲肾上腺素对心脏的直接效应，故引起心率减慢。 又由于强烈的血管收缩作用，使得外周阻力增高，增加了血液射血的阻力，因此心排出量无明显增加，有时反而有所下降。

## 体内过程
去甲肾上腺素用于粘膜表面、皮下或肌肉注射时因剧烈的局部血管收缩，吸收很少。口服在肠道内被碱性的肠液破坏，经肠道和肝脏时又通过结合和氧化而被破坏故无效。所以本药主要通过静脉注射给药。进入体内的外源性去甲肾上腺素很快从血中消失，被去甲肾上腺素能神经摄取，从而进入心脏以及肾上腺髓质等。它进一步被肝脏和其他组织的儿茶酚-O-甲基转移酶（COMT）、单胺氧化酶（MAO）和苯乙醇胺-N-甲基转移酶（PNMT）代谢为去甲变肾上腺素、3,4-二羟基扁桃酸、3-甲氧基-4-羟基扁桃酸（VMA）、3-甲氧基-4-羟基苯基乙二醇（MOPEG）和肾上腺素等产物而失活。静脉注射或滴注标记的去甲肾上腺素96小时后，尿中NA及代谢物所占的百分率为：原形4～16％，结合的NA 8％，VMA 32％，结合的去甲变肾上腺素18％。

## 外部連接
- NORADRENALIN （德文）